# Jared Wiley
Jared Wiley (Temple, 2 novembre 2000) è un giocatore di football americano statunitense che milita nel ruolo di tight end per i Kansas City Chiefs della National Football League (NFL).

## Carriera universitaria
Wiley giocò a Texas dal 2019 al 2021. In tre stagioni disputò come titolare 12 gare su 32, facendo registrare 19 ricezioni per 248 yard e 3 touchdown. Dopo la stagione 2021 si trasferì a TCU. Nel 2022 ebbe 24 ricezioni per 245 yard e 4 touchdown. Nel 2023, contro Baylor stabilì un record dell'istituto in una partita per un tight end ricevendo 178 yard. Chiuse l'annata con 47 ricezioni per 520 yard e 8 touchdown, venendo inserito nella formazione ideale della Big 12 Conference. A fine anno annunciò l'intenzione di passare tra i professionisti.

## Carriera professionistica

### Kansas City Chiefs
Wiley fu scelto nel corso del quarto giro (131º assoluto) del Draft NFL 2024 dai Kansas City Chiefs. Debuttò come professionista subentrando nella vittoria per 27-20 sui Baltimore Ravens del primo turno senza fare registrare alcuna ricezione. La sua prima stagione si chiuse con una ricezione da 7 yard in 7 presenze, 2 delle quali come titolare.